# Droit sercquiais
Le droit sercquiais est le droit de tradition mixte coutume de Normandie, la common law britannique et le droit civil français moderne appliqué à Sercq, dans le bailliage de Guernesey. C'est un ordre juridique distinct du droit guernesiais.

## Histoire
Au XIIIe siècle, Sercq est un fief de la Couronne britannique administré par le protecteur des îles (Warden of the Isles). La justice y est alors rendue par des magistrats itinérants, avec un prévôt local agissant en qualité de juge, assisté de jurats. L'évêque de Coutances détient le droit de présentation à la cure de l'île.
Au XIVe siècle, Sercq est intégrée au bailliage de Guernesey, ce qui est notamment attesté par l'exercice de droits de chasse par les gouverneurs de l'île. Toutefois, l'activité judiciaire y est probablement très réduite, faute d'une population stable.
Le redéploiement juridique structuré de Sercq commence avec l'octroi du fief à Hellier de Carteret en 1563 par commission royale, confirmé par lettres patentes d'Élisabeth Ire en 1565. Ce statut féodal impose une obligation juridique : le maintien d'un peuplement permanent de 40 hommes armés. Le dispositif foncier est structuré autour de 40 « tenements » indivisibles, selon une ordonnance confirmée par lettres patentes de Jacques Ier en 1612. Les propriétaires de ces tenements formaient l'assise des Plaids principaux (Chief Pleas), organe législatif insulaire.
Dans les années qui suivirent, les habitants élisent un bailli et douze jurats, calquant ainsi une structure judiciaire sur le modèle jersiais ; toutefois, cette organisation est contestée par Guernesey. À la suite de l'envoi d'une commission royale en 1579, il est statué que Sercq demeure juridiquement subordonnée à Guernesey et que la Cour royale de Guernesey serait la juridiction supérieure de Sercq. Un décret en Conseil de 1583 institue une Cour locale composée de 5 jurats élus par les habitants. Cette Cour dispose de compétences équivalentes à celle d'Aurigny. Elle peut également siéger trois fois par an en tant que Plaids principaux, avec pouvoir d'introduire des ordonnances. Les appels des décisions de justice comme des ordonnances relèvent alors de la cour royale de Guernesey.
Un décret en Conseil de 1672 suspend la fonction des jurats et transfère à la Cour royale le pouvoir de nomination du juge, désormais désigné sous le titre de sénéchal. Ce pouvoir est ensuite attribué au seigneur de Sercq par un décret en Conseil de 1685. Au XIXe siècle, le sénéchal exerce une juridiction criminelle limitée aux infractions mineures passibles d'amendes. Les délits plus graves sont déférés à la Cour royale. En revanche, sa juridiction civile est illimitée.
Pendant l'Occupation allemande, entre 1940 et 1945, les juridictions et institutions de Sercq, y compris la Cour du sénéchal et les Plaids principaux, continuent de fonctionner sans interruption. À la Libération, l'autorité judiciaire et législative est restée intouchée, contrairement à celle d'Aurigny.
Enfin, des réformes démocratiques sont introduites par la loi de réforme de 2008, adoptée par les Plaids principaux et ayant reçu l'assentiment royal du Conseil privé. Ces réformes suppriment le droit automatique des tenanciers de siéger aux Plaids principaux, remplacé par l'élection démocratique des membres. Elles retirent également le droit de vote au sénéchal et au seigneur, qui siègent désormais ex officio sans pouvoir participer aux délibérations en tant que votants.

## Sources du droit
La production normative du droit sercquiais repose notamment sur les lois adoptées par les Plaideurs principaux, l'assemblée législative locale, qui doivent recevoir l'assentiment royal par décret en Conseil pour entrer en vigueur avec un processus qui implique le secrétaire d'État à la Justice du Royaume-Uni. Le Parlement du Royaume-Uni détient le pouvoir de légiférer pour Sercq, même sans son consentement, bien que cette possibilité repose davantage sur une convention constitutionnelle que sur une pratique acceptée par les autorités insulaires. Par ailleurs, les lois britanniques peuvent s'appliquer à Sercq expressément ou par implication nécessaire, sous réserve de leur enregistrement par la Cour royale, étape dont la portée législative ou administrative fait débat. Le droit applicable à Sercq est aussi influencé par les obligations internationales du Royaume-Uni, notamment celles issues de la Convention européenne des droits de l'homme, que le Royaume-Uni est tenu de faire respecter dans les dépendances de la Couronne. Enfin, la jurisprudence des juridictions britanniques, en particulier celle de la Cour suprême du Royaume-Uni et du Conseil privé, joue un rôle structurant dans l'interprétation de ces différentes sources et dans la détermination des compétences juridictionnelles concernant l'île.
| Nom en anglais                                                    | Traduction en français |
| ----------------------------------------------------------------- | --- |
| Married Women's Property (Sark) Law 1975                          | Loi de 1975 sur les biens des femmes mariées                                                                                 |
| Successions (Personal Estates of Married Persons) (Sark) Law 1975 | Loi de 1975 sur les successions (biens personnels des personnes mariées)                                                     |
| Real Property (Succession) (Sark) Law 1999                        | Loi de 1999 sur la succession des biens immobiliers                                                                          |
| Personal Property (Succession) (Sark) Law 2007                    | Loi de 2007 sur la succession des biens mobiliers                                                                            |
| Land Reform (Sark) Law 2019                                       | Loi de 2019 sur la réforme foncière                                                                                          |
| The Land Reform (Miscellaneous Provisions) (Sark) Ordinance 2020  | Ordonnance de 2020 sur la réforme foncière (dispositions diverses)                                                           |
| Reform (Sark) Law 1951 ; Reform (Sark) Law 2008                   | Loi de réforme de 1951, abrogée et remplacée par la loi de réforme de 2008, modifiée à plusieurs reprises entre 2014 et 2022 |